# We Need Medicine
Albums de The Fratellis
Here We Stand
(2008) Eyes Wide, Tongue Tied
(2015)
Singles
1. Seven Nights Seven Days
Sortie : 29 septembre 2013
2. She's Not Gone Yet But She's Leaving
Sortie : 3 février 2014

We Need Medicine est le troisième album studio du groupe de rock indépendant écossais The Fratellis, publié le 7 octobre 2013.

## Liste des chansons
Toutes les chansons sont écrites et composées par Jon Fratelli.
| No  | Titre                                | Durée |
| --- | ------------------------------------ | ----- |
| 1.  | Halloween Blues                      | 3:16  |
| 2.  | This Old Ghost Town                  | 3:40  |
| 3.  | She’s Not Gone Yet But She’s Leaving | 3:50  |
| 4.  | Seven Nights, Seven Days             | 3:25  |
| 5.  | Shotgun Shoes                        | 4:24  |
| 6.  | Whisky Saga                          | 3:10  |
| 7.  | This Is Not the End of the World     | 4:00  |
| 8.  | Jeannie Nitro                        | 4:19  |
| 9.  | We Need Medicine                     | 4:00  |
| 10. | Rock 'n' Roll Will Break Your Heart  | 5:21  |
| 11. | Until She Saves My Soul              | 5:33  |